# Лыса-Гура (Свентокшиские горы)
Лыса-Гура (Лысая Гора; пол. Łysa Góra) — гора в Польше в массиве Свентокшиских гор. С высотой 594 м это вторая по высоте вершина хребта (после Лысицы с 612 м). На её склонах и на вершине горы проложено несколько пешеходных маршрутов. Там расположены руины языческого капища IX века, Бенедиктинский монастырь Святого Креста XI века и телебашня «Свенты-Кшиж». С горой также связана местная легенда о шабашах ведьм.

## Расположение

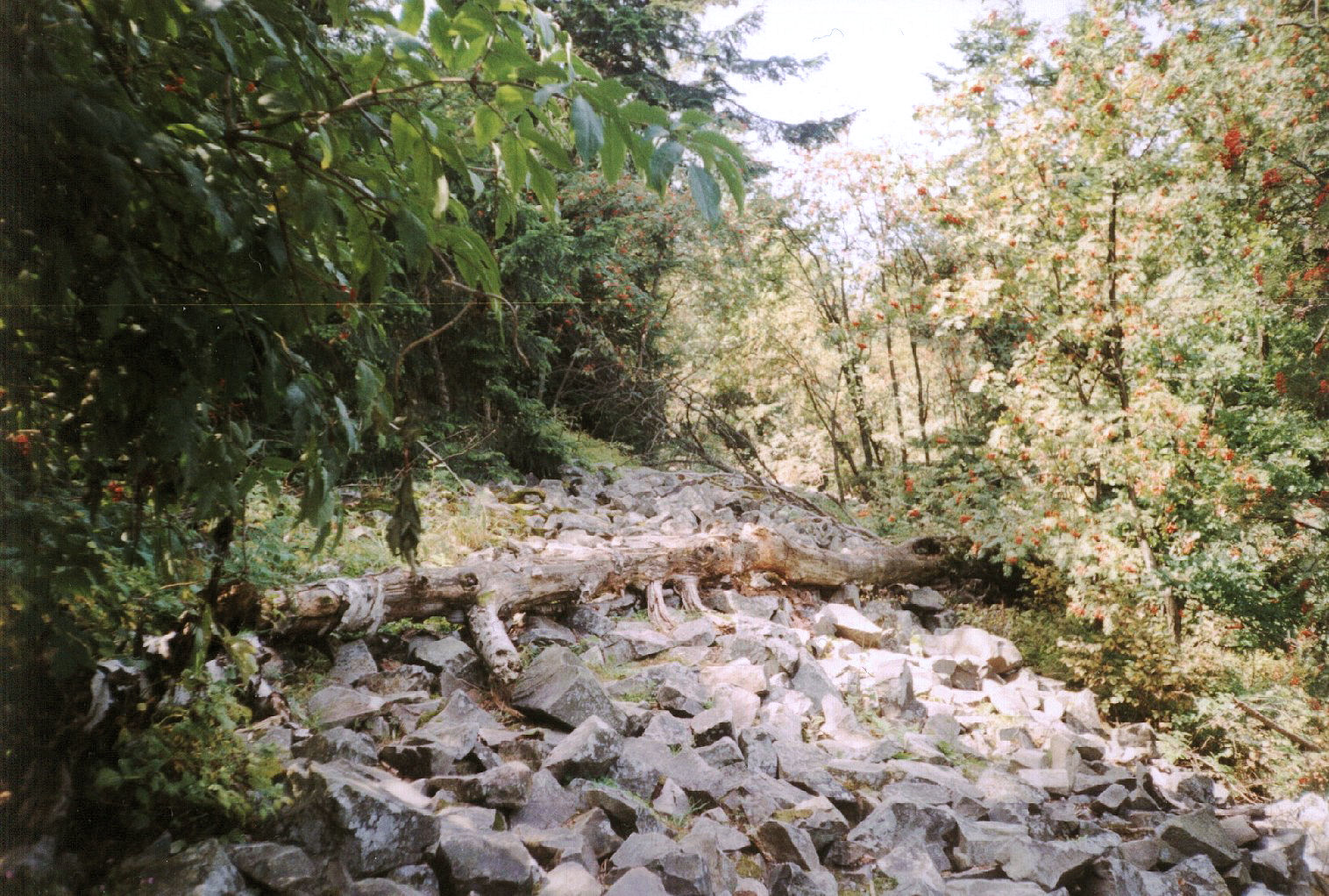
Остатки языческой стены

Лыса-Гура сложена в основном из кварцита и кембрийских сланцев. Лежит в восточной части массива Лысогуры и является вторым по величине пиком Свентокшиских гор (после Лысицы). Гора входит в состав Свентокшиского национального парка, это важная точка многих экскурсионных маршрутов региона.

## Достопримечательности

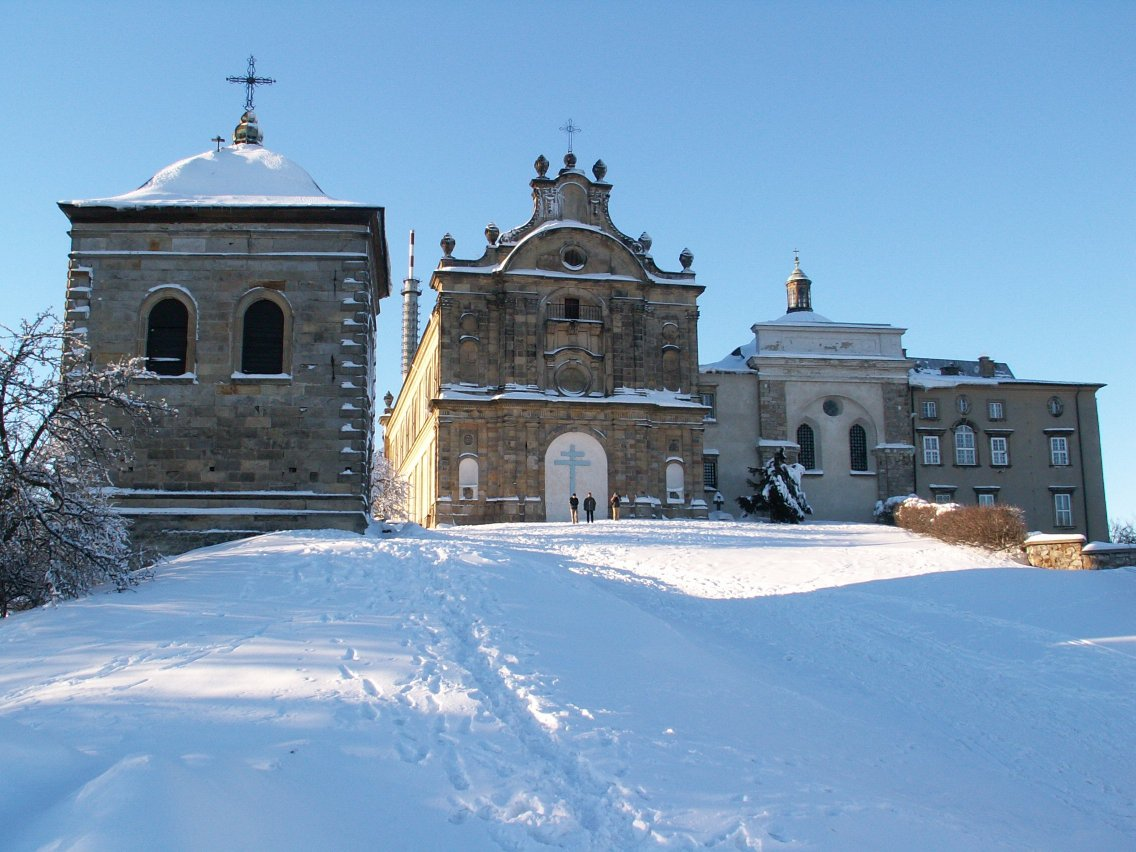
Монастырь зимой

Во времена доисторической Польши Лыса-Гура, скорее всего, была священной горой и местоположением языческого храма трёх богов, упоминаемого в летописях Яна Длугоша. Сохранились остатки кварцитовой U-образной стены вокруг верхней части горы. Сооружение датировано VIII—X веками, имеет длину около 1,5 км и высоту 2 м. Храм был заброшен после крещения Польши. Легенда о ведьминых шабашах, вероятно, связана со старым культом.

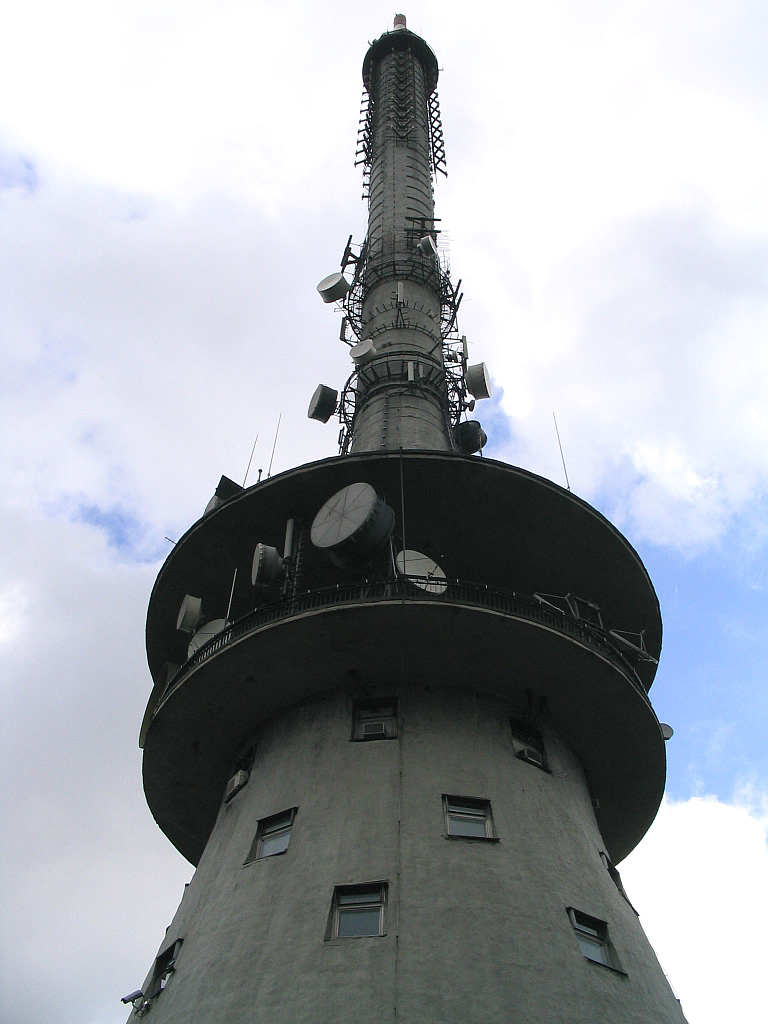
Телебашня

На месте языческого храма был основан Бенедиктинский монастырь Святого Креста (по легенде, монастырь основал в 1006 году король Польши Болеслав Храбрый, но большинство источников относят его к XI-го веку). Монастырь был назван в честь фрагмента Креста Господня, который якобы хранился там и был объектом паломничества. Монастырь разрушался и восстанавливался несколько раз на протяжении всей своей истории, наиболее значительные разрушения происходили в 19 и 20 веках. После раздела Польши во времена Российской империи здание в 1819 году было превращено в тюрьму. Монастырь был частично восстановлен в течение межвоенного периода после обретения Польшей независимости. Во время нацистской оккупации использовался как тюрьма и место казни советских военнопленных (здесь погибло около 6000 человек). После войны польское коммунистическое правительство передало здание Свентокшискому национальному парку, который частично отреставрировал постройки. В настоящее время в части бывших зданий монастыря находится музей, а часть была занята другой религиозной организацией (миссионеров-облатов Непорочной Девы Марии). Монастырь Святого Креста дал название Свентокшиским горам и Свентокшискому воеводству. В монастыре находятся несколько мумифицированных тел; одно из них, по слухам, принадлежит князю Иеремие Вишневецкому.
Еще одним примечательным зданием холма является телебашня «Свенты-Кшиж» — самая высокая свободно стоящая телебашня в Польше. Эта 157-метровая бетонная башня была построена в 1966 году.
Советские военнопленные, расстрелянные нацистами и похоронены в братской могиле рядом с вершиной. В нижней части холма есть памятник полякам, погибшим в Катыни.